# Château de Lavagnac
Le château de Lavagnac est un édifice privé situé dans le domaine éponyme (également privé), sur la commune de Montagnac près de Pézenas, dans l'Hérault en France. Datant des XVIIe et XVIIIe siècles, il est classé au titre des monuments historiques.

## Historique
Édifié entre le 2e quart du XVIIe siècle et la 1re moitié du XVIIIe siècle, le château de Lavagnac est, avant la Révolution, la propriété du comte de Polastron, qui le tient de sa mère, Yolande de Mirman. Il le vend en 1770 aux  princes de Conti. Ces derniers le cèdent [Quand ?] à Jean-Maurice de Faventines de Fontenilles, fermier général originaire du Vigan dans le Gard.
Le château entre ensuite dans la famille Daudé d'Alzon, par le mariage de Marie-Clémence de Faventines-Montredon avec Henri-André Daudé, chevalier puis vicomte d'Alzon. La famille possédait également l'hôtel de La Condamine au Vigan en Cévennes. Leur fils, Emmanuel d'Alzon y laissa de nombreux souvenirs. Par succession, il devient la propriété des Chastenet de Puységur puis des Suarez d'Aulan.
La situation du domaine, qui domine la vallée de l'Hérault sur une surface de sur 180 ha, autant que sa façade et sa terrasse, lui ont valu le surnom de « Versailles du Languedoc ». Une broderie de buis, œuvre de madame de Suarez d'Aulan, a été ajoutée à l'ensemble dans les années 1960.
En 1987, une société japonaise, pour le compte du milliardaire Hideki Yokoi, rachète le château de Lavagnac sans y effectuer d'entretien,.
Le domaine fait l'objet, depuis 2006, d'un projet immobilier spéculatif comprenant 650 maisons de tourisme. En 2008, une conférence de presse est organisée avec le président du Conseil régional du Languedoc-Roussillon, Georges Frêche, le préfet de région, Cyrille Schott et l'un des propriétaires Barry Cox, parmi les 4 frères fondateur des célèbres « Hard Rock Cafe ». En octobre 2010, les travaux n'ont toutefois toujours pas commencé. En 2014, le promoteur France Pierre est muet de sa promesse de redonner vie au domaine. En 2017, la mise en examen et l'incarcération provisoire du richissime président de France Pierre : Antonio de Sousa qui a fait fortune dans l'immobilier est accusé de complicité et d'abus de bien social et de trafic d'influence. L'année suivante, sous la relance du préfet de l’Hérault Pierre Pouëssel, un projet redimensionné est proposé avec 360 villas.
En 2019, le PDG de France Pierre se rend sur les lieux afin d'évaluer la situation et faire remettre en état les villas et appartements témoins délaissés. Une entreprise de travaux public est diligentée pour effectuer le terrassement et le débroussaillage. Le cabinet d'architectes Cadence est missionné pour un projet de réhabilitation du domaine en hôtel 5 étoiles, country club avec terrain de golf 18 trous, centre de conférence et la construction de 633 maisons et villas d’exception,. Les ventes sont effectuées en « vente sur plan » ou VEFA.

## Protection
L'ensemble comprenant les intérieurs de l'orangerie, de l'écurie ainsi que la grande cour d'entrée fait l’objet d’une inscription au titre des monuments historiques depuis le 12 février 1951.
La totalité des façades et toitures du château, de l'orangerie et de l'écurie, du portail et de la balustrade de la grande cour d'entrée, des terrasses avec leurs murs de soutènement et leurs balustrades, y compris le vivier avec sa fontaine et le puits, ainsi que le jardin ordonnancé (cadastré AB 21, 42) fait l’objet d’un classement au titre des monuments historiques depuis le 8 août 1973.

## Culture
En 1986 et 1987, le réalisateur Jean-Pierre Mocky tourne le film Les Saisons du plaisir. Au 14e cérémonie des Césars en 1989, la comédie est nommée au César de la meilleure affiche.